# Dujmovići
Dujmovići är en ort i Bosnien och Hercegovina.   Den ligger i entiteten Federationen Bosnien och Hercegovina, i den sydöstra delen av landet, 21 km söder om huvudstaden Sarajevo. Dujmovići ligger 951 meter över havet och antalet invånare är 138.
Terrängen runt Dujmovići är lite bergig.Närmaste större samhälle är Trnovo, 7,3 km öster om Dujmovići. 
I omgivningarna runt Dujmovići växer i huvudsak lövfällande lövskog. Runt Dujmovići är det ganska tätbefolkat, med 70 invånare per kvadratkilometer.